# Iván Salgado López
Iván Salgado López (Ourense, 29 de maig de 1991), és un jugador d'escacs gallec, que té el títol de Gran Mestre des de 2008. Ha estat el primer gallec de la història en assolir aquest títol.
A la llista d'Elo de la FIDE del març de 2023, hi tenia un Elo de 2591 punts, cosa que en feia el jugador número 9 (en actiu) de l'estat espanyol. El seu màxim Elo va ser de 2628 punts, a la llista del setembre de 2016.

## Resultats destacats en competició
Salgado va començar a destacar en els campionats d'Espanya per edats; l'any 2004 fou campió d'Espanya Sub-14 i subcampió de la mateixa categoria els anys 2003 i 2005, l'any 2007 fou campió d'Espanya Sub-16, i l'any 2008 fou campió sub-18 a Padrón.
L'any 2005 fou quart al Campionat del món Sub-14 a Belfort (el campió fou Le Quang Liem). El 2008 fou Campió d'Espanya sub-18, a Padrón.
El 2009 va ser subcampió del món Sub-18, rere el rus Maksim Matlakov. Fou 10è a l'Obert de Sant Sebastià també el 2009. El novembre de 2010, empatà a la primera posició al Torneig Magistral Ciutat de Barcelona, amb Lázaro Bruzón.
Entre l'agost i el setembre de 2011 participà en la Copa del món de 2011, a Khanti-Mansisk, un torneig del cicle classificatori pel Campionat del món de 2013, i hi tingué una mala actuació; fou eliminat en primera ronda per Ernesto Inarkiev (1½-½).
L'abril de 2012 va ser Campió Iberoamericà d'escacs, en un torneig celebrat a Quito per la Federació Iberoamericana d'Escacs, en superar a la darrera ronda el peruà Julio Granda.
Pel que fa a competicions no organitzades per federacions d'escacs, destaquen les seves victòries l'any 2007 a l'obert de Pamplona, el 2008 a l'obert de Sant Sebastià, el 2009 al Festival Internacional Ruy López a Zafra, el 2010 a l'obert de Vecindario, el 2011 al Magistral Ciutat de Barcelona i el 2012 al Torneig Internacional Forni di Sopra, a Forni di Sopra (empatat a punts amb Pàvel Tregúbov).
El 2013 es proclamà Campió d'Espanya absolut, a Linares, per davant de Julen Arizmendi, Miquel Illescas, David Antón i Oleg Kornéiev.
L'abril de 2014, jugà el fort Karpos Open, a Skopje, i empatà al segon lloc amb 7 punts sobre 9 partides amb un grup de sis altres jugadors: Eduardo Iturrizaga, Robert Markus, Andrey Vovk, Zdenko Kozul, Davorin Kuljasevic i Serguei Grigoriants, mig punt per sota del guanyador, Kiril Gueorguiev.
El setembre de 2014 participà en el campionat d'Espanya absolut, a Linares, en el que fou el torneig d'aquest tipus més fort de la història, i hi empatà al segon lloc amb tres jugadors més (el campió fou Paco Vallejo).
El 2017 obtingué el seu segon campionat d'Espanya absolut, a Las Palmas de Gran Canària, amb 7'5 punts, mig per davant de David Antón i Daniel Forcén.
El novembre de 2019 empatà als llocs 1r-7è, tot i que acabà tercer pel desempat, al campionat d'Espanya absolut a Marbella (el campió fou Aleksei Xírov). El setembre de 2020 fou novament tercer al Campionat d'Espanya, a Linares (el campió fou David Antón).

## Participació en campionats per equips
En els campionats d'Espanya per comunitats autònomes representant a Galícia, l'any 2005 va aconseguir un campionat amb la selecció gallega sub-16, en 2006 i 2007 el subcampionat d'Espanya amb la selecció gallega absoluta.
En els campionats per clubs ha representat el Club Marcote de Mondariz-Balneario, l'any 2005 i 2006 va guanyar el campionat gallec per equips, el 2009 obtingué el subcampionat d'Espanya per equips i el 2010 el campionat d'Espanya de divisió d'honor per equips, a Sestao
Salgado ha participat, representant Espanya, en dues Olimpíades d'escacs en els anys 2010 i 2012 (un cop com a 2n tauler), amb un resultat de (+5 =10 –3), per un 55,6% de la puntuació.
Va participar representant a Espanya a l'olimpíada d'escacs de 2010 a Khanti-Mansisk, i a l'olimpíada de 2012 a Istanbul i al Campionat d'Europa d'escacs per equips en dues ocasions, de 2009 a Novi Sad i de 2011 a Porto Carras. L'octubre de 2017 va participar amb la selecció espanyola al Campionat d'Europa d'escacs per equips, a Khersónissos, Creta, i hi va fer una bona actuació al segon tauler, amb 4.5/8 punts.